# Taeniophyllum pulvinatum
Taeniophyllum pulvinatum är en orkidéart som beskrevs av Rudolf Schlechter. Taeniophyllum pulvinatum ingår i släktet Taeniophyllum och familjen orkidéer. Inga underarter finns listade i Catalogue of Life.